# Pierre Claret de Fleurieu
Pour les articles homonymes, voir Claret et Fleurieu.
Pierre Claret de Fleurieu, né le 11 septembre 1896 à Neuilly-sur-Seine et mort le 28 novembre 1976 dans le 7e arrondissement de Paris, est un militaire, aviateur et un entrepreneur français dont la famille est issue de la noblesse lyonnaise.

## Biographie
Aîné d'une fratrie de quatre enfants, il a grandi entre un appartement rue Kléber à Paris et le château de Marzac, près de Tursac en Dordogne. Ce château a été apporté à la famille par le mariage de son grand-père Henri de Fleurieu avec Marguerite-Marie de Marzac. Il appartient également à la famille de Charles Pierre Claret de Fleurieu qui a été, entre autres, Ministre de la Marine de Louis XVI, organisateur de l'expédition de La Pérouse, gouverneur de Louis XVII et comte d'Empire[réf. nécessaire]. Charles Pierre Claret de Fleurieu repose au Panthéon.
Il semble que Pierre ait hérité de ses ancêtres le goût du risque et de l’aventure. Enfant, il a déjà des penchants téméraires voire inconscients. Avenue Kléber, au 5e étage, il s’amusait à un jeu dangereux en se balançant dans le vide depuis son balcon !
Élève chez les Jésuites, la guerre éclate alors que Pierre est encore mineur, mais il brûle ardemment de s’engager. Son père, Robert de Fleurieu lui demande d’abord de réussir ses « bachots ». Le sésame en poche, il s'engage au 16e Dragons
Après être sorti 3e de Saint-Cyr en juin 1915, il est affecté au 28e Dragons avec le grade de sous-lieutenant. Le régiment charge les mitrailleuses en courant, lance à la main, sur le front de la Somme. Il y décroche déjà la Croix de guerre avec une citation pour avoir ramené sept corps de soldats depuis le champ de bataille.
En 1916, voulant poursuivre le combat dans l’infanterie, il est affecté au 1er bataillon de chasseurs à pied, selon-lui « l'un des plus glorieux régiments de France ».
Excédé par la guerre des tranchées, il souhaite passer dans l'aviation malgré les nobles réticences de son père Robert qui rechigne à voir son fils faire un métier de « mécanicien » après avoir commandé des hommes. Finalement, il est encouragé dans cette voie par ses chefs et entre en 1917 dans l'escadrille Spad 95 commandée par le Lt Hugues,.
Doté d'un courage exceptionnel[non neutre], il s'illustre dès ses débuts en 1918, en abattant 4 avions allemands en 10 jours : le 7 mai, 17 mai, 19 mai et le 29 mai 1918. Ce jour-là, au cours d’un combat où il voit un ami, Claude de Montrichard, en grande difficulté au milieu de douze avions allemands, il décide de les charger seul et reçoit en échange une balle incendiaire dans le bras droit,.
Il réussit l'exploit de sauver son ami et d'atterrir dans les lignes françaises. Gravement blessé, il est envoyé croupir dans un hôpital de campagne d’où il est tiré in extremis par ses camarades et déposé en voiture devant une clinique avenue des Champs Élysées, où opère l'un des plus grands chirurgiens de son temps : le Dr de Martel.
Amputé avec succès, il est sauvé. Pierre a seulement 21 ans et vient de recevoir la légion d'Honneur. Finalement, il décide malgré son handicap de revoler et réussit la prouesse d'accomplir quelques missions jusqu’à la victoire.
Il termine la guerre avec la citation suivante : « Magnifique soldat. À toujours fait l'admiration de ses chefs et de ses camarades par son mépris absolu du danger et son ardent désir d’être toujours désigné pour les missions les plus périlleuses. »,
En 1933, dans l'hebdomadaire Aéro, il revient sur son métier de chasseur pendant la Première Guerre mondiale : « Eh bien! cette aviation de chasse c'était un sacré métier et il fallait que nous l'aimions rudement, puisque, trois semaines après, la manche droite vide, je ne concevais pas la possibilité de vivre sans mes camarades, sans l'escadrille, sans l'alcool des combats qui rend la vie dix fois plus intense et plus belle. »
Après la victoire, il décide de servir la cause de l'aviation civile. Dès janvier 1920, il écrit un article dans le magazine La vie Aérienne, où il fait déjà la promotion d’une aviation moderne. Il écrit : « Il paraît impossible que l’aviation ne prenne pas très vite une place analogue à celle que l’automobile occupe actuellement dans nos mœurs. Sans rendre les mêmes services, elle complètera son action, pour toutes les distances supérieures à un certain minimum. »
Pierre de Fleurieu réalisera son rêve. Alors qu’il est employé à la banque Aristide Blank, Il fonde la CFRNA, première compagnie européenne et transcontinentale de l’Histoire.Il devait partir de rien. Il fallait innover en tout, et créer absolument tout.Il n’y avait à l’époque pour une telle ligne : ni infrastructures, ni avion, ni terrains d’aviations, ni accords internationaux, ni subventions et aucun pilote puisqu’on n’avait jamais transporté des passagers sur une distance aussi longue. Il réussira et passera en particulier deux accords majeurs avec l’État français en qualité de directeur de la Franco-Roumaine le 14 avril et le 25 août 1922 où il obtient des subventions importantes,,.
Peu après, il devient directeur et administrateur de l'usine Louis Blériot pour l'étranger. À cette place, il noue de nombreux contacts et notamment en Roumanie où il installe une usine Blériot. Cette opération sauva le constructeur français, alors en grandes difficultés financières.
Au cours d'un voyage en train, il rencontre André Citroën qui le recrute littéralement de force pour le nommer à une place de directeur, toujours pour l’international.
Il poursuivra sa carrière de chef d’entreprise aventurier qui l’emmènera dans la jungle du Brésil où il prospectait pour trouver de nouvelles  terres agricoles. Il y rapportera une herbe locale, le Maté, dont il fonda une compagnie d'exploitation « Le comptoir international du Maté » avec pour partenaire Philippe de Rothschild ! Il s’orientera en particulier et surtout à la fin de sa vie dans l’immobilier.
Il aura encore l'occasion d’illustrer son courage pendant la Seconde Guerre mondiale, en fondant et en commandant un maquis de résistance dès le débarquement des alliés en Afrique du Nord, le 8 novembre 1942 à Tursac en Dordogne (PC au Château de Marzac) sous le pseudonyme Capitaine « Vézère »,.
Le groupe Vézère est attaché à l'Armée Secrète (AS) du 11e bataillon FFI et entre en action le 6 juin 1944 avec un effectif de 144 hommes. Le Corps-Franc est composé principalement de cultivateurs des classes 41 à 45. Le corps-francs se concentre aux Eyzies, à Sireuil, à Tursac, et au Moustier. Le Corps-Franc Vézère est engagé contre les forces allemandes au Moustier, à Marennes-Oléron où il subit un bombardement, du Chapus et de l'opération de Royan.
A Royan, le groupe Vézère forme une compagnie régulière à partir du 2e Bataillon Roland. la compagnie Vézère y reste juste après l'attaque de Royan à laquelle il participe.
Le groupe Vézère le 26 août 1944 est finalement intégré avec d'autres unités à la brigade RAC du 50e RI, commandée par Rodolphe Cezard. Le corps franc Vézère a été officiellement homologué par la commission départementale de Dordogne de la IVe Région militaire, le 15 décembre 1948.
Il termine sa carrière de soldat en recevant la cravate de commandeur de la Légion d'Honneur.
Il a publié ses mémoires à compte d'auteur, intitulées simplement mémoires ainsi qu'un recueil de Poèmes.
Il meurt à Paris le 28 novembre 1976 et est enterré à Tursac dans le Périgord.

## Distinctions
- Commandeur de la Légion d'honneur à titre militaire (décret du 7 mars 1947) ; officier du 29 mai 1936, chevalier du 30 mai 1918[7] ;
- Croix de guerre 1914–1918 avec trois palmes et une étoile d'argent (4 citations dont 3 à l'ordre de l'armée)[7] ;
- Croix de guerre 1939–1945 (3 citations)[20] ;
- Croix du combattant volontaire 1914–1918[7] ;
- Insigne des blessés militaires (1 blessure de guerre le 29 mai 1918 par balle de mitrailleuse)[7].

## Pour approfondir

### Écrits de Pierre Claret de Fleurieu
1. ↑  Pierre de Fleurieu, mémoires, Page 2
2. ↑  Pierre de Fleurieu, Mémoires, Page 10 et 11
3. ↑  Pierre de Fleurieu, Mémoires, Page 12 et 13
4. ↑  Pierre de Fleurieu, Mémoires, Page 14
5. ↑  Pierre de Fleurieu, Mémoires, Page 16
6. ↑  Pierre de Fleurieu, Mémoires, Page 17
7. ↑  Pierre Claret de Fleurieu, « Quand on fonce seul contre douze », L'aéro,‎ 23 juin 1933, Page 1 (lire en ligne)
8. ↑  Pierre de Fleurieu, Mémoires, Page 20
9. ↑  Pierre de Fleurieu, Mémoires, Page 22
10. ↑  Pierre Claret de Fleurieu, « Quand on fonce seul contre douze », L'aéro,‎ 23 juin 1933, Page 5 (lire en ligne)
11. ↑  Pierre de Fleurieu, Mémoires, Page 24 à 30
12. ↑  Pierre de Fleurieu, Mémoires, Page 29
13. ↑  Pierre de Fleurieu, Mémoires, Page 32 et 33
14. ↑  Pierre de Fleurieu, Mémoires, x, Page 34 à 48
15. ↑  Pierre de Fleurieu, mémoires, Page 49 à 55
16. ↑  Pierre de Fleurieu, Poèmes, Page 43

### Autres sources
1. ↑  Mémoire des hommes (base de données).
2. ↑  Archives en ligne de Paris, 7e arrondissement, année 1976, acte de décès no 1178, cote 7D 284, vue 13/21
3. ↑  « Les 71 personnes inhumées au Panthéon à Paris », Les Échos,‎ 27 décembre 2013 (lire en ligne, consulté le 5 avril 2024).
4. ↑  Adj. Albin DENIS, Historique de l'Escadron de chasse 1/3 Navarre, p. 8 à 41
5. ↑  J_M, « L'avenir de l'aviation », La vie Aérienne illustrée,‎ 8 janvier 1920, p. 876 (présentation en ligne)
6. ↑  « Guerre et Marine », Journal des débats politiques et littéraires,‎ 23 juin 1918 (lire en ligne)
7. 1 2 3 4 5  « Recherche - Base de données Léonore », sur www.leonore.archives-nationales.culture.gouv.fr (consulté le 29 septembre 2024)
8. ↑  JM, « L'avenir de l'aviation », La vie Aérienne,‎ 8 janvier 1920
9. ↑  L'action Française, 1er juillet 1918 (lire en ligne), p. 2
10. ↑  « L'avenir de l'aviation », La vie aérienne,‎ 8 janvier 1920, p. 870
11. ↑  Maryla Boutineau, CFRNA CIDNA, Heimdal, p. 7
12. ↑  Maryla Boutineua, CFRNA CIDNA, Heimdal, p. 9
13. ↑  Henri Desgranges, « Les services Aériens », Numéro L'Auto-vélo,‎ 3 octobre 1921 (lire en ligne)
14. ↑  « L'Expansion de l'aviation Française en Europe Centrale », Journal des débats politiques et littéraires,‎ 7 mai 1922
15. ↑  République Française, « Journal Officiel de la République Française », sur Gallica.bnf.fr, 3 juin 1922
16. ↑  République Française, « Journal Officiel », sur gallica.bnf.fr, 30 juillet 1922
17. ↑  « Comptoir international du Maté », Journal des finances : cote universelle et correspondance des capitalistes,‎ 5 février 1937, p. 136 (lire en ligne)
18. ↑  Capitaine FRED, La brigade RAC. Armée secrète Dordogne-Nord avec la collaboration du Capitaine Rol et de Guy Lapeyronnie. Saint-Yriex., Limoges., 1977, 326 à 329, p. 326 à 329
19. 1 2 3  Archives collectives des Forces françaises de l'intérieur (ministère des armées) GR 19 P 24/17
20. ↑  « Alphonse », sur s.claretdefleurieu.free.fr (consulté le 29 septembre 2024)